# أديلينا غونزاليس
أديلينا غونزاليس (بالإسبانية: Adelina González)‏ هي متسابقة يخت إسبانية، ولدت في 6 أغسطس 1964.

## وصلات خارجية
- أديلينا غونزاليس على موقع الاتحاد الدولي للملاحة الشراعية (موقع جديد) (الإنجليزية)
- أديلينا غونزاليس على موقع اللجنة الأولمبية الدولية (الإنجليزية)
- أديلينا غونزاليس على موقع أوليمبيديا (الإنجليزية)
- أديلينا غونزاليس على موقع اللجنة الأولمبية الإسبانية (الإسبانية)